# 森町 (北海道)
森町（もりまち）は、北海道渡島総合振興局管内中部にある町。茅部郡に属する。
2005年（平成17年）4月1日、（旧）森町と砂原町の合併に伴い新設された。

## 概要

### 地名の由来
町名の由来はアイヌ語の「オニウシ」（樹木の多くある所の意）の意訳。
北海道内の町で、唯一、「ちょう」ではなく「まち」と呼ぶ自治体である。

## 地理

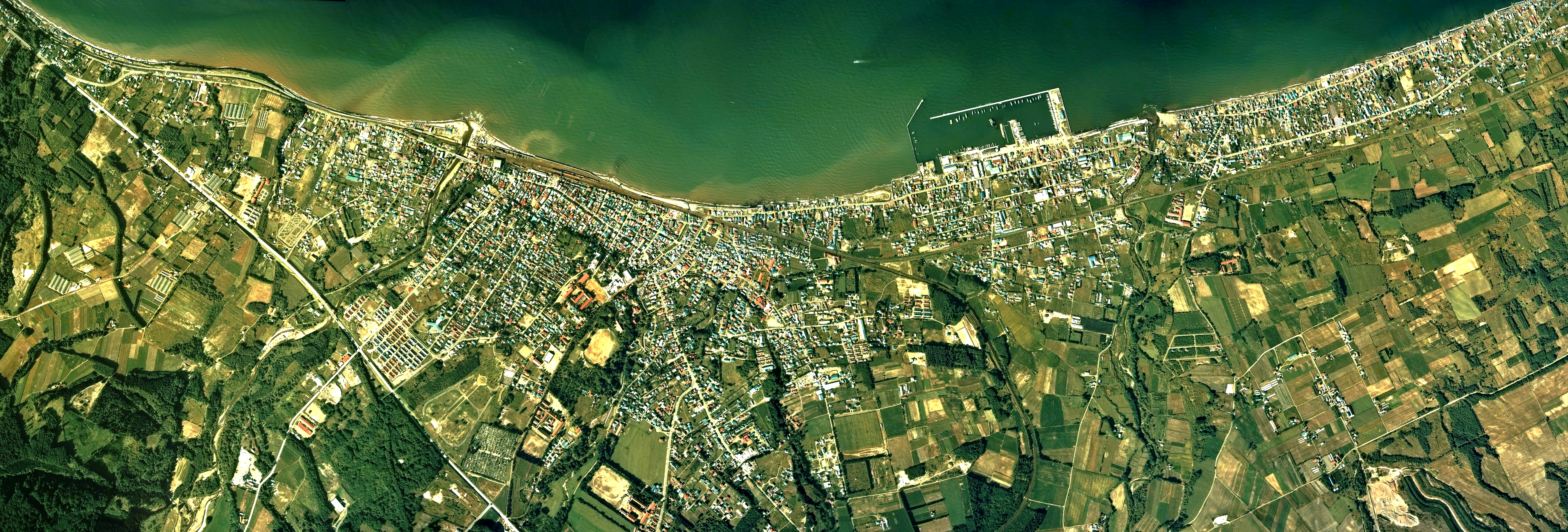
森町中心部周辺の空中写真。1976年撮影の7枚を合成作成。
。

### 位置
渡島管内中部に位置。北部は内浦湾（噴火湾）に面する。他三方は山岳地帯で、町東部には駒ヶ岳がある。沿岸部および駒ヶ岳西部を国道5号、函館本線が縦貫する。

### 地形

#### 山岳
- 駒ヶ岳 (1,131m)
- 砂原岳 (1,113m)

#### 河川
主な川
- 鳥崎川 (20.8km)
- 尾白内川 (12.6km)
- 桂川 (10.8km)
- 濁川 (10.6km)
- 宿野辺川 (10.0km)
- 茂無部川 (9.5km)

主な滝
- 鳥崎大滝 (5.1m) 、三階滝 (36.0m) 、清滝 (30.0m) 、矢別滝 (6.0m) 、桂滝 (4.8m) 、小滝 (3.0m)

#### 湖沼
主な沼
- 大沼

### 気候
気温が30℃以上に上がったり、氷点下15℃以下まで下がることは珍しい、北海道でも温暖な地で、積雪も少ない。2002年から2020年までの平年値による年平均気温は8.2℃、年降水量は1074.8mm。
| 森（2002年 - 2020年）の気候        | 森（2002年 - 2020年）の気候 | 森（2002年 - 2020年）の気候 | 森（2002年 - 2020年）の気候 | 森（2002年 - 2020年）の気候 | 森（2002年 - 2020年）の気候 | 森（2002年 - 2020年）の気候 | 森（2002年 - 2020年）の気候 | 森（2002年 - 2020年）の気候 | 森（2002年 - 2020年）の気候 | 森（2002年 - 2020年）の気候 | 森（2002年 - 2020年）の気候 | 森（2002年 - 2020年）の気候 | 森（2002年 - 2020年）の気候 |
| 月                                 | 1月                         | 2月                         | 3月                         | 4月                         | 5月                         | 6月                         | 7月                         | 8月                         | 9月                         | 10月                        | 11月                        | 12月                        | 年                          |
| ---------------------------------- | --------------------------- | --------------------------- | --------------------------- | --------------------------- | --------------------------- | --------------------------- | --------------------------- | --------------------------- | --------------------------- | --------------------------- | --------------------------- | --------------------------- | --------------------------- |
| 最高気温記録 °C （°F）             | 10.0 (50)                   | 15.0 (59)                   | 15.9 (60.6)                 | 25.3 (77.5)                 | 30.5 (86.9)                 | 29.5 (85.1)                 | 32.3 (90.1)                 | 33.6 (92.5)                 | 31.6 (88.9)                 | 27.2 (81)                   | 22.0 (71.6)                 | 14.5 (58.1)                 | 33.6 (92.5)                 |
| 平均最高気温 °C （°F）             | −0.7 (30.7)                 | 0.1 (32.2)                  | 4.3 (39.7)                  | 10.7 (51.3)                 | 16.4 (61.5)                 | 20.3 (68.5)                 | 23.6 (74.5)                 | 25.4 (77.7)                 | 22.2 (72)                   | 15.8 (60.4)                 | 8.5 (47.3)                  | 1.7 (35.1)                  | 12.4 (54.3)                 |
| 日平均気温 °C （°F）               | −3.7 (25.3)                 | −3.2 (26.2)                 | 0.7 (33.3)                  | 6.0 (42.8)                  | 11.2 (52.2)                 | 15.3 (59.5)                 | 19.2 (66.6)                 | 21.0 (69.8)                 | 17.5 (63.5)                 | 11.2 (52.2)                 | 4.7 (40.5)                  | −1.4 (29.5)                 | 8.2 (46.8)                  |
| 平均最低気温 °C （°F）             | −8.0 (17.6)                 | −8.0 (17.6)                 | −3.6 (25.5)                 | 1.1 (34)                    | 6.2 (43.2)                  | 11.0 (51.8)                 | 15.6 (60.1)                 | 17.3 (63.1)                 | 13.0 (55.4)                 | 6.4 (43.5)                  | 0.4 (32.7)                  | −5.5 (22.1)                 | 3.9 (39)                    |
| 最低気温記録 °C （°F）             | −18.4 (−1.1)                | −18.8 (−1.8)                | −14.3 (6.3)                 | −6.8 (19.8)                 | −1.0 (30.2)                 | 2.7 (36.9)                  | 7.9 (46.2)                  | 9.3 (48.7)                  | 4.3 (39.7)                  | −1.5 (29.3)                 | −11.8 (10.8)                | −14.5 (5.9)                 | −18.8 (−1.8)                |
| 降水量 mm （inch）                 | 48.4 (1.906)                | 54.8 (2.157)                | 62.5 (2.461)                | 81.6 (3.213)                | 77.0 (3.031)                | 70.5 (2.776)                | 106.0 (4.173)               | 168.0 (6.614)               | 122.3 (4.815)               | 96.6 (3.803)                | 109.2 (4.299)               | 80.9 (3.185)                | 1,074.8 (42.315)            |
| 降雪量 cm （inch）                 | 128 (50.4)                  | 118 (46.5)                  | 80 (31.5)                   | 6 (2.4)                     | 0 (0)                       | 0 (0)                       | 0 (0)                       | 0 (0)                       | 0 (0)                       | 0 (0)                       | 19 (7.5)                    | 108 (42.5)                  | 465 (183.1)                 |
| 平均降水日数 （≥1.0 mm）           | 10.0                        | 10.2                        | 11.3                        | 10.3                        | 9.9                         | 8.1                         | 8.7                         | 10.5                        | 10.2                        | 11.5                        | 13.0                        | 12.5                        | 125.9                       |
| 平均月間日照時間                   | 82.1                        | 84.9                        | 135.1                       | 176.8                       | 198.1                       | 158.1                       | 134.5                       | 148.4                       | 162.4                       | 154.3                       | 96.1                        | 75.0                        | 1,608.9                     |
| 出典1：Japan Meteorological Agency |                             |                             |                             |                             |                             |                             |                             |                             |                             |                             |                             |                             |                             |
| 出典2：気象庁                      |                             |                             |                             |                             |                             |                             |                             |                             |                             |                             |                             |                             |                             |

### 地域

#### 住宅団地
- みどりヶ丘団地

#### 消滅集落
2015年国勢調査によれば、以下の集落は調査時点で人口0人の消滅集落となっている。
- 森町 - 字清滝、字桂川、字三岱、字栗ケ丘

### 人口
| |                                      |  |
| 森町と全国の年齢別人口分布（2005年） | 森町の年齢・男女別人口分布（2005年） |  |
| ■紫色 ― 森町 ■緑色 ― 日本全国 | ■青色 ― 男性 ■赤色 ― 女性            |  |
| 森町（に相当する地域）の人口の推移 \| 1970年（昭和45年） \| 23,761人 \| \| \| 1975年（昭和50年） \| 23,563人 \| \| \| 1980年（昭和55年） \| 23,467人 \| \| \| 1985年（昭和60年） \| 23,017人 \| \| \| 1990年（平成2年） \| 22,142人 \| \| \| 1995年（平成7年） \| 21,006人 \| \| \| 2000年（平成12年） \| 20,233人 \| \| \| 2005年（平成17年） \| 19,149人 \| \| \| 2010年（平成22年） \| 17,860人 \| \| \| 2015年（平成27年） \| 15,946人 \| \| \| 2020年（令和2年） \| 14,338人 \| \| |                                      |  |
| 総務省統計局 国勢調査より |                                      |  |
| 1970年（昭和45年） | 23,761人                             |  |
| 1975年（昭和50年） | 23,563人                             |  |
| 1980年（昭和55年） | 23,467人                             |  |
| 1985年（昭和60年） | 23,017人                             |  |
| 1990年（平成2年） | 22,142人                             |  |
| 1995年（平成7年） | 21,006人                             |  |
| 2000年（平成12年） | 20,233人                             |  |
| 2005年（平成17年） | 19,149人                             |  |
| 2010年（平成22年） | 17,860人                             |  |
| 2015年（平成27年） | 15,946人                             |  |
| 2020年（令和2年） | 14,338人                             |  |

### 隣接自治体
渡島総合振興局
- 北斗市
- 茅部郡：鹿部町
- 亀田郡：七飯町
- 二海郡：八雲町

檜山振興局
- 檜山郡：厚沢部町

## 歴史

### 古代
- 紀元前4千年紀 - 砂原二ツ山や尾白内に縄文の人々が住んでいた。土器や石器が発見される（昭和38年）。
- 紀元前2千年紀 - 縄文文化が栄える。この頃に環状列石（北海道内では最大、全国的にみても3番目となる）が作られたと見られ、イカ形土製品も出土される[8][9]。

### 中世
戦国時代
- 1532年 - （享禄5年）青森県蟹田村から権四郎が旧砂原町地域に移住・開村し部落が形成された[10]。

安土桃山時代
- 1560年 - （永禄3年）内浦権現神社創建、砂原岳（駒ヶ岳）中腹の岩窟内に三神奉祀。
- 1601年 - （慶長6年）上磯町の有川より千歳末吉が鷲ノ木地区に移住したのが和人の定住の最初と言われる。

### 近世
江戸時代
- 1640年 - （寛永17年）駒ヶ岳が有史始まって以来の大噴火。直下の湾岸一帯に大津波が発生し、被害をもたらす。
- 1661年 - （寛文元年） 鷲ノ木地区の和人戸口が増加し、「鷲ノ木村」と称するようになった。一説によると1624年の可能性もある[11]。
- 1666年 - （寛文6） 円空上人が、砂原村内浦神社に仏像1体を奉納[12]。
- 1694年 - （元禄7年）駒ヶ岳噴火、火山雷を伴う大噴火。
- 1738年 - （元文3年）鷲ノ木村が本村となり、森・蛯谷古丹・棒美・本茅部・石倉を支村して村落が形成されていった。
- 1751年 - （宝暦元年）ニシンの漁場（茅部場所）として沿岸部に集落が形成された[13]。
- 1757年 - （宝暦7年）この頃茅部場所では、加工技術が発達していなかったことから、豊漁だったニシンが大量に放置されていた。そのため、これを土中に埋め、その上に鯡供養塔を建てた[13]。
- 1765年 - （明和2年）駒ヶ岳噴火。
- 1784年 - （天明4年）駒ヶ岳噴火。
- 1789年 - （天明9年）鎮撫隊の利用に供する為、馬20頭を砂原より海上絵鞆に送る。これをもって蝦夷地馬飼育の起源とする見解がある。また、このころ、砂原が茅部場所枝村鷲ノ木より別れ一村をなす。
- 1791年 - （寛政2年）菅江真澄が砂原村に来村する。
- 1796年 - （寛政8年） 英国船プロビデンス号が内浦湾に入り、噴火湾と命名。
- 1799年 - （寛政11年）東蝦夷地が幕府の直轄となり、砂原に分屯陣屋を設置する。
- 1805年 - （文化2年）加賀屋半左衛門が元濁川地区（濁川カルデラ）に温泉場の開設を幕府へ願い出、間宮林蔵が巡見に来て、温泉場の開発が始まる。
- 1856年 - （安政3年）南部藩により現砂原3丁目に砂原分屯所（南部陣屋）が作られていた[14]。また同年駒ヶ岳が大噴火する。
- 1858年 - （安政5年）箱館六ケ所が箱館奉行所より正式に「村」となったのをきっかけに、森・尾白内が鷲ノ木村より独立し、森村・尾白内村が成立した。

### 近代
明治時代
- 1868年 - （明治元年）榎本武揚・土方歳三を初めとした旧幕府軍が江戸品川沖を出港し、開陽・回天など8隻が鷲ノ木沖に到着し、箱館戦争の始まりとなった。この旧幕府軍にはジュール・ブリュネやアンドレ・カズヌーヴらフランス人士官らが参加していた。上陸後、榎本軍は、森・尾白内・砂原と移動し、四軒町・会所町・彦澗・松屋崎に台場を設けた。
- 1872年 - (明治5年) 開拓使森出張所を設置、管轄は森村、尾白内村、鷲ノ木村、宿野辺村の4村であった。函館に次ぐ道南の主要地となる。また、同年、森村産出の茅部栗を材木とし、日本では初と言われる防腐処理（防腐剤は鷲ノ木村で湧出していた石油を使用）を施された桟橋が築造され、完成とともに室蘭港との定期便が運行された。
- 1873年 - (明治6年) 札幌本道（日本初の本格的馬車道）の開通に伴い駅逓所ができる。札幌本道は、函館～森間は道路、森～室蘭間が海路とされた。また、同年10月にベンジャミン・スミス・ライマンにより鷲ノ木の地質調査が実施された。
- 1875年 - (明治8年) 砂原出張所の廃止により掛澗、砂原、鹿部、熊泊、臼尻、尾札部が森出張所に業務移管された。同年、鷲ノ木村より独立した蛯谷村、石倉村が加わり、更に翌年に落部村も加わり13ヶ所の村を管轄した（1876年頃まで）。
- 1878年 - (明治11年) 平取集落を目指し、函館を出発したイザベラ・バードが森村の旅館で一泊し、当時の村の様子を日本奥地紀行へ書き記した。
- 1880年 - (明治13年) 鷲ノ木・蛯谷・石倉の三村を管轄する役場ができる(鷲ノ木外二ヶ村戸長役場)。砂原村戸長役場が設置される。
- 1881年 - (明治14年) 森・尾白内・宿野辺の三村を管轄する役場(森外二ヶ村戸長役場)ができる。
- 1889年 - (明治22年) 鷲ノ木外二ヶ村戸長役場と森外二ヶ村戸長役場が統合し、森外5ヶ村を管轄する役場が成立する。初代戸長に三井勝用が就任する。
- 1902年 - (明治35年) 二級町村として茅部郡森村が誕生する。範囲は亀田郡宿野辺村（しゅくのべ）、茅部郡森村、尾白内村（おしろない）、鷲ノ木村、蛯谷村、石倉村が6ヶ村が合併したものである。初代村長に佐野義政が任命された。
- 1906年 - (明治39年) 砂原村と掛澗村が合併し、二級町村として砂原村が成立する。
- 1907年 - (明治40年) 森村が一級町村に昇格する。

大正時代
- 1920年 - (大正9年) 葛原猪平により本格的な冷凍工場としては日本初となる森冷凍工場（後に葛原冷蔵となる。）を設立、関東大震災時には、東京へ北洋サケ等を搬入し、冷凍魚の価値を広めた。
- 1921年 - (大正10年) 函館支庁管内の福山町・上磯町・八雲町についで4番目の町政が施行され森町となる。初代町長に二代目村長の林昌雄が就任した。

昭和時代（戦前）
- 1927年 - (昭和2年) 渡島海岸鉄道株式会社により東森仮停車場 - 砂原間が開業する。

### 現代
昭和時代（戦後）
- 1954年 - (昭和29年) 昭和天皇、香淳皇后のお召し列車が森駅に停車。駅前奉迎が行われた[15]。
- 1961年 - (昭和36年) 森町大火発生、市街地の大半が焼失する。
- 1970年 - (昭和45年) 砂原村が町制施行して砂原町となる。

平成時代
- 2002年 - (平成14年) 北海道縦貫自動車道の建設工事中に鷲ノ木遺跡を発見、翌年より調査が始まり、ストーンサークルが発掘される。

町村合併後-新「森町」
- 2005年 - (平成17年) 4月1日 旧・森町、砂原町の対等合併に伴い、新・森町が開町[1]。
- 2011年 - (平成23年) 11月26日 道央自動車道・落部IC - 森IC間開通。
- 2012年 - (平成24年) 11月10日 道央自動車道・森IC - 大沼公園IC間開通。

### 災害史

#### 森町大火
- 1961年（昭和36年）10月23日、森町始まって以来、戦後道内では4番目の大火があった[16]。町内中心部の407戸が全焼、住民80人が負傷した[17]。

出火元は市街地中心の飲食店「お富」で、客の投げ捨てたタバコによるものである。 
火災を拡大させた原因は、出火が真夜中であり通報が遅れたこと、建物が密集している市街地であったこと、風が強かったことに加え、町内に大火の前例がないため消防設備等の対策がなかったことである。そのため、最終的に長万部町や函館市など11市町村から応援に駆け付けたものの、消防署や銀行、病院、工場など町の主要施設が焼失することとなり、その被害は市街地の約三分の一を占めた。 
住宅を無くした町民は応急仮設住宅が完成する12月1日までは森小学校・森中学校や各保育所を避難所とし、厳冬を目前にした復興事業は5ヵ年を要した。

## 政治

### 行政

#### 町長
歴代町長
・湊美喜夫（1971年？月？日 - 2008年10月19日 ）
- 佐藤克男（2008年10月20日 - 2012年10月18日）
- 梶谷恵造（2012年10月19日 - 2020年10月18日）
- 岡嶋康輔（2020年10月19日 - ）

#### 不祥事
- 2008年8月　競争入札妨害事件
- 2012年11月　公職選挙法違反事件

※町長経験者が2代続けて逮捕される異例の事態となった。

#### ふるさと納税
2017年度のふるさと納税制度による納税額は29億円を上回る規模となり、全国でもトップクラスとなった。
一方、制度を所管する総務省からは海産物を中心とした高額返礼品は不適切と判断されており、制度が見直された2019年6月からは4か月に限った参加（指定）措置となっている。

## 施設

### 警察
本部
- 北海道警察 函館方面

警察署
- 森警察署

### 郵便局
主な郵便局
- 森郵便局（集配局）
- 砂原郵便局
- 駒ケ岳郵便局
- 石倉郵便局

## 対外関係

### 姉妹都市・提携都市

#### 国内
姉妹都市
- 森町（中部地方 静岡県 周智郡）
  - こちらも静岡県内の町で、唯一「まち」と呼ぶ自治体である。
- 外ヶ浜町（東北地方 青森県 東津軽郡）
  - 旧蟹田町と姉妹都市提携。

## 経済
基幹産業は漁業、農業。町北西部の濁川地区には温泉と地熱発電の北海道電力森発電所がある。

### 第一次産業

#### 農業
- 都カボチャの産地
- スモモ、ブルーベリーの栽培が盛ん
- きゅうり
- トマト
- 馬鈴薯
- ブルーベリー
- プルーン
- 都かぼちゃ

農業協同組合
- 新函館農業協同組合（JA新はこだて）森支店

#### 漁業
- 石倉漁港
- 蛯谷漁港
- 鷲ノ木漁港
- 掛澗漁港
- 砂原漁港
- 沼尻漁港

漁業協同組合
- 森漁業協同組合
- 砂原漁業協同組合

### 第三次産業

#### 物流
- ヤマト運輸：函館主管支店
  - 北海道森センター
  - 鹿部センター（鹿部町）
- 佐川急便：八雲営業所（八雲町）
- 日本通運：函館支店自動車営業課（函館市）

### 拠点を置く企業
- インターファーム株式会社 道南事業所（道南農場、駒ヶ岳農場、砂原農場、掛澗農場）
- 株式会社マルハニチロ北日本 森工場
- 株式会社ニチレイフーズ森工場
- 株式会社マルマス
- 函館小野田レミコン株式会社 森工場
- コートー株式会社
- 太平洋工業株式会社
- 北海道ニチモウ株式会社 森工場

## 教育

### 高等学校
道立
- 北海道立森高等学校

### 中学校
町立
- 森町立森中学校
- 森町立砂原中学校

### 小学校
町立
- 森町立森小学校
- 森町立鷲ノ木小学校
- 森町立さわら小学校

### 休校・廃校
廃止された小学校
- 赤井川、姫川、三岱、石谷、石倉、尾白内、駒ヶ岳

廃止された中学校
- 赤井川、石倉、石谷、尾白内、駒ヶ岳、濁川

休校された小学校
- 濁川

## 交通

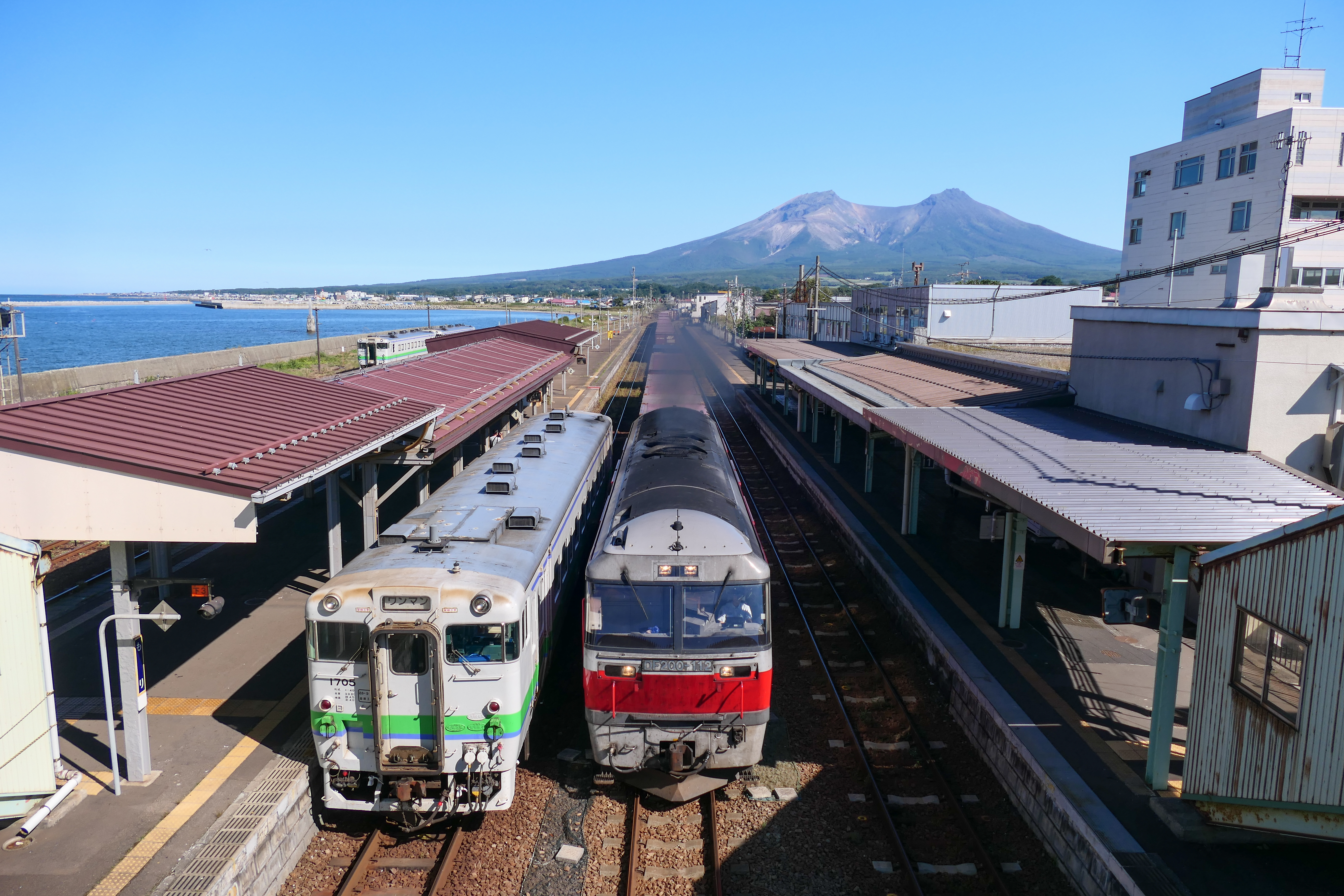
貨物などが行き交う函館本線

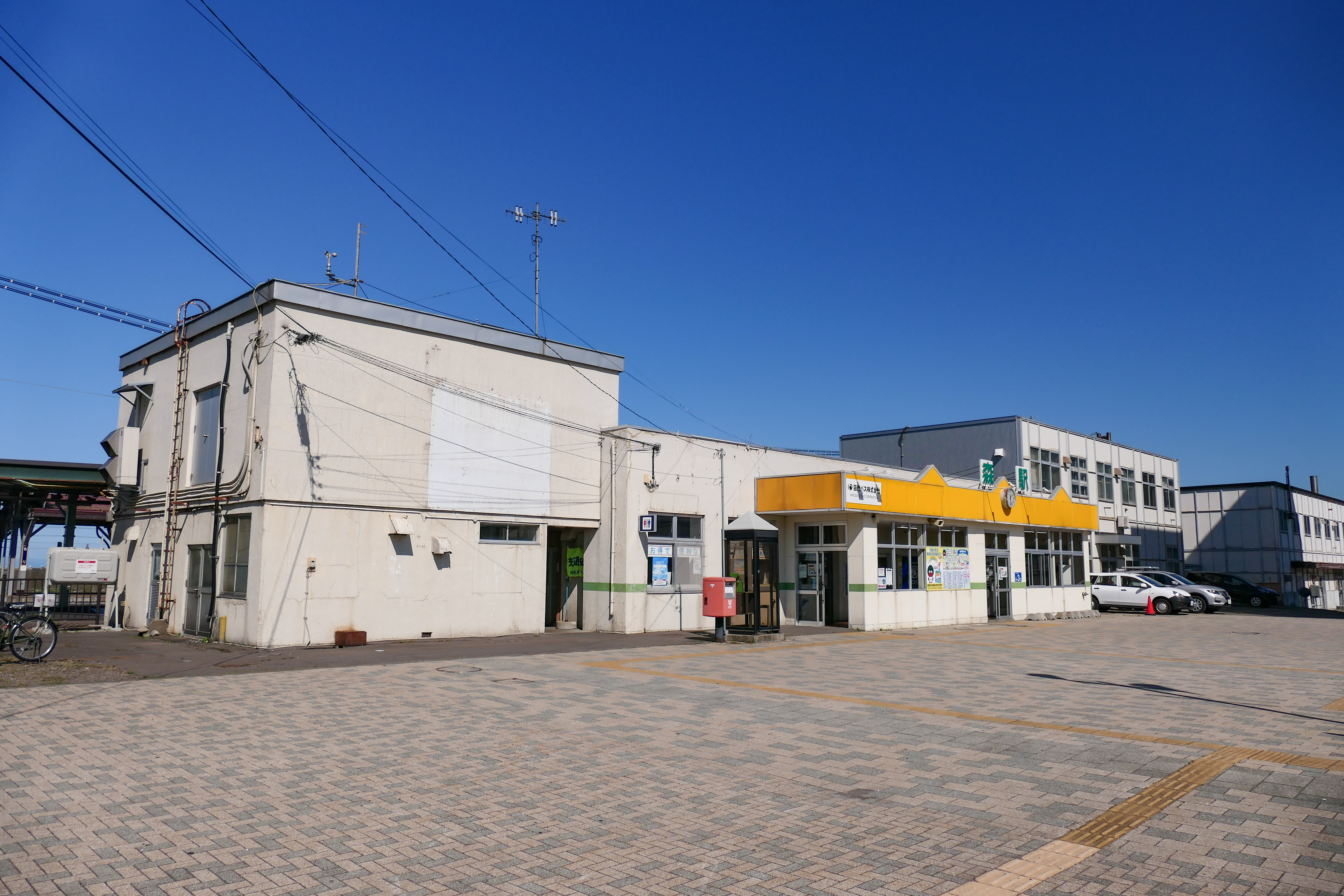
森駅

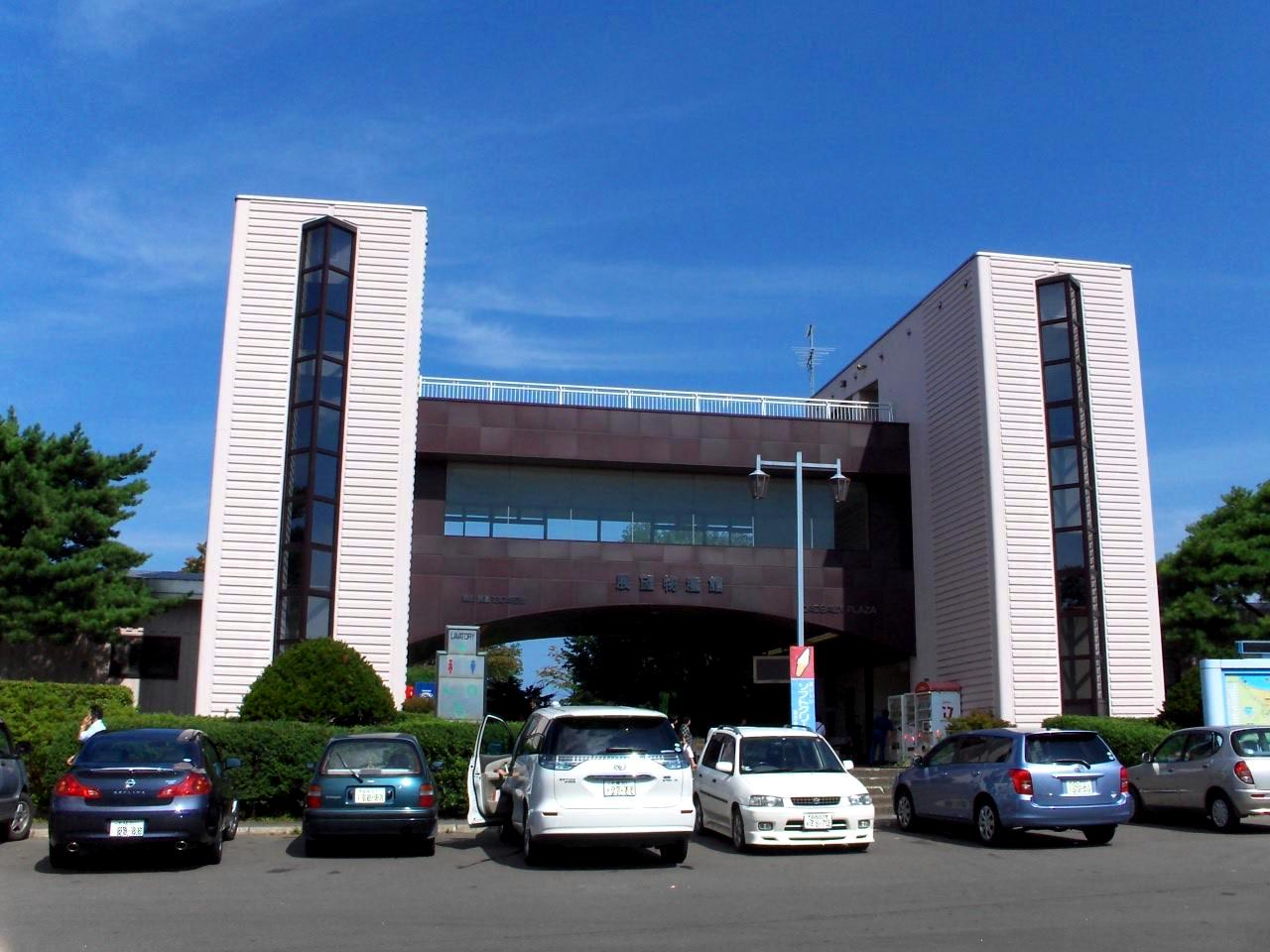
道の駅YOU・遊・もり

### 鉄道
中心となる駅：森駅
かつては、駒ヶ岳駅 - 森駅間に東山駅、姫川駅が、森駅 - 石倉駅間に、桂川駅、石谷駅、本石倉駅が存在したが、これら5駅は利用者僅少のため2017年から2022年にかけて廃止された。

#### 鉄道路線
北海道旅客鉄道（JR北海道）
- ■函館本線：赤井川駅 - 駒ヶ岳駅 - 森駅 - 石倉駅
- ■砂原支線：渡島沼尻駅 - 渡島砂原駅 - 掛澗駅 - 尾白内駅 - 東森駅 - 森駅

### バス
函館バス（共同運行会社を含む）
- 函館市 - 七飯町 - 森町 - 八雲町 - 長万部町[20]
- 函館市 - 七飯町 - 北斗市 - 森川町四区 - 八雲町 - 今金町 - せたな町「快速瀬棚号」[21]
- 森町 - 札幌市「高速はこだて号」[22]
  - かつては町内に森出張所が設置されていたが2022年9月30日をもって閉所した[23]。

森町地域公共交通バス「もりっくる」
- 町中心部 - 駒ヶ岳・赤井川、濁川、尾白内・砂原[24]

### 道路

#### 高速道路
東日本高速道路（NEXCO東日本）
- E5道央自動車道：大沼公園IC - 森IC

#### 国道
- 国道5号
- 国道278号

#### 道道
主要地方道
- 北海道道149号大沼公園インター線

一般道道
- 北海道道338号大沼公園線
- 北海道道606号霞台森停車場線
- 北海道道778号濁川温泉線
- 北海道道794号森停車場線
- 北海道道843号宿野辺保養基地線
- 北海道道1028号森砂原線
- 北海道道1156号森インター線

### 道の駅
- 道の駅YOU・遊・もり
- 道の駅つど〜る・プラザ・さわら

### 航路

#### 港湾
- 森港（地方港湾）

## 観光

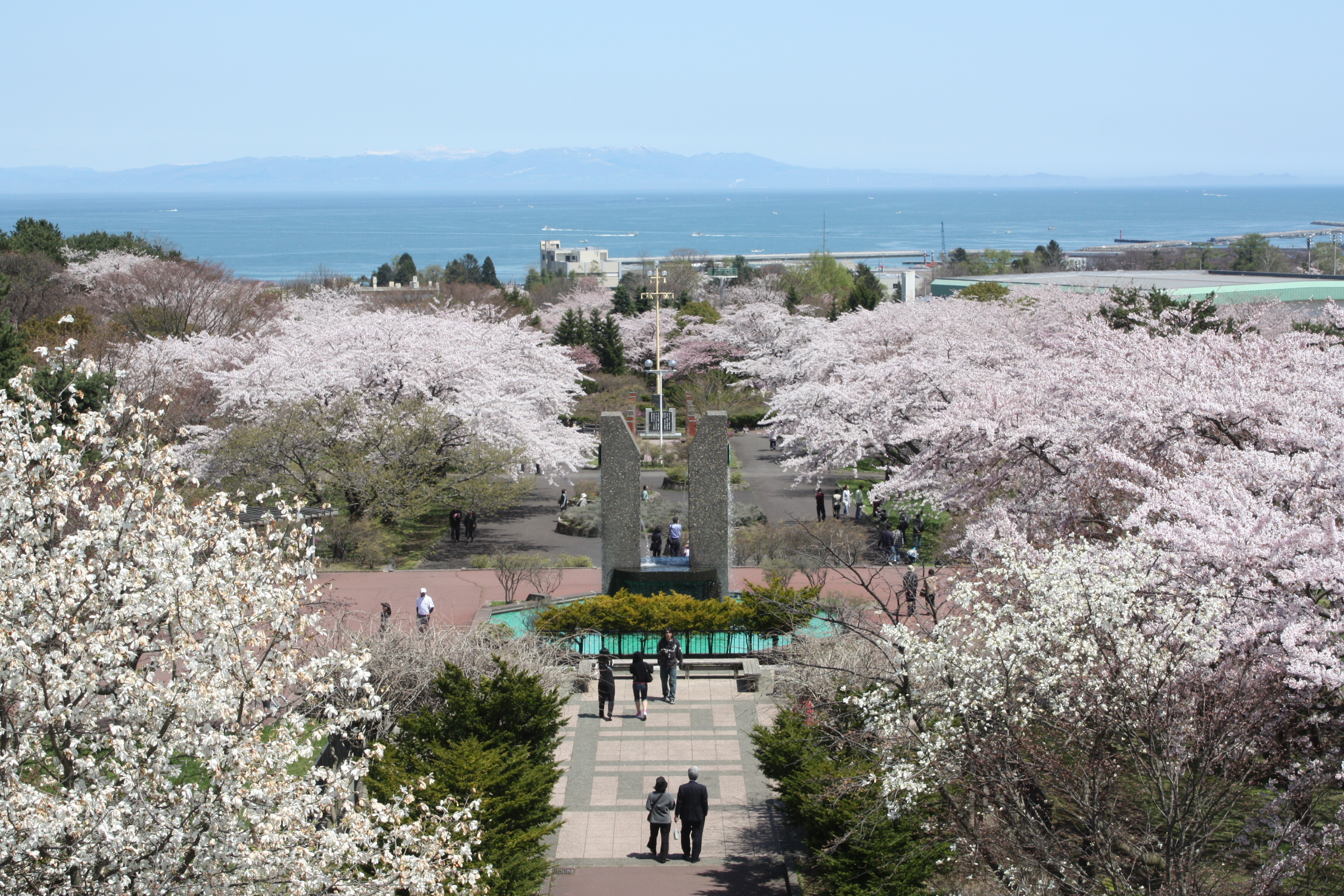
オニウシ公園

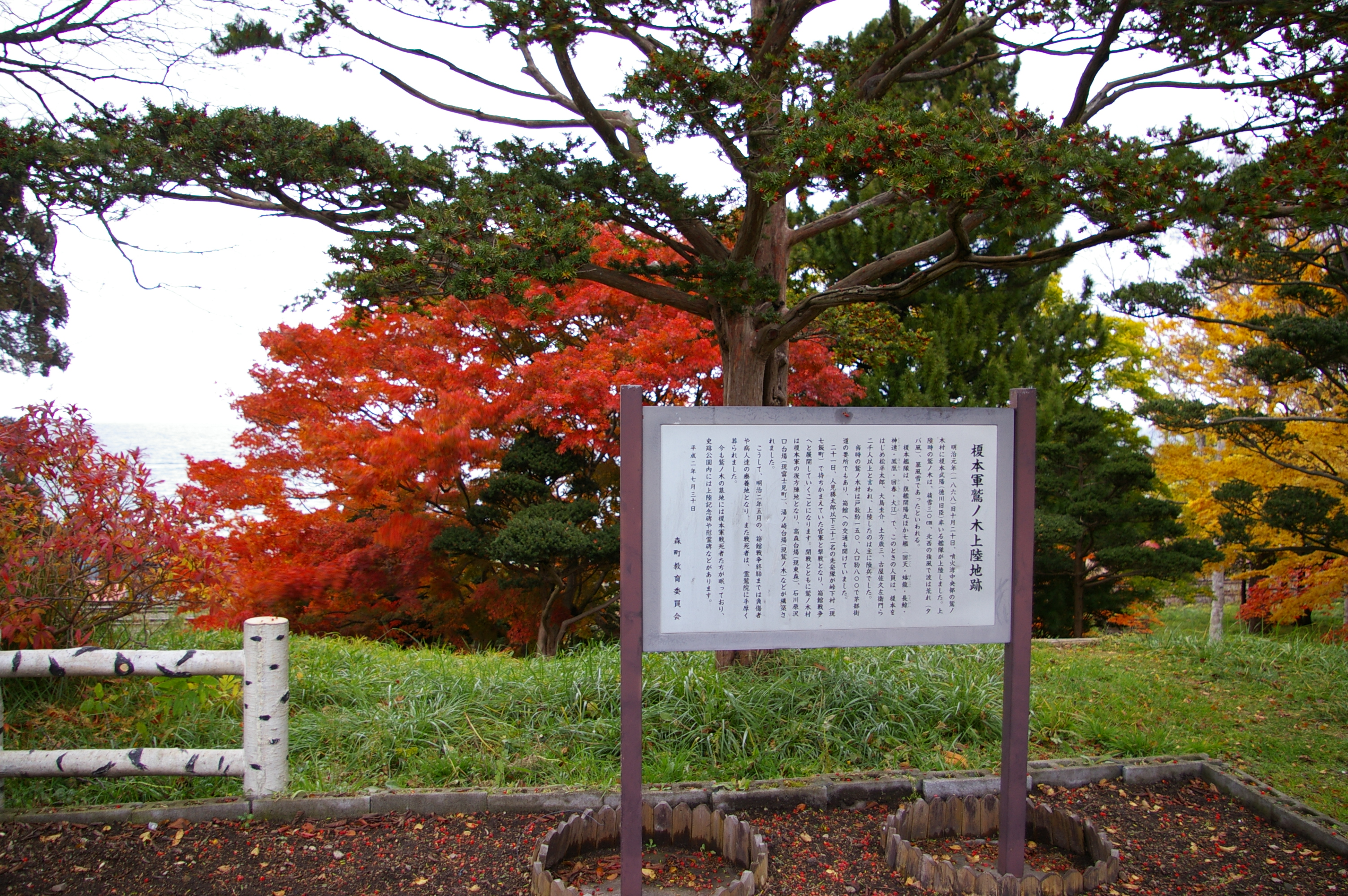
榎本軍鷲ノ木上陸跡地

### 名所・旧跡
- 榎本軍鷲の木上陸跡地
明治元年（1868年）10月20日に徳川旧臣の榎本武揚が軍艦8隻に兵士約2000 - 3000人を率いて鷲の木村に上陸。土方歳三と大鳥圭介を各隊長とした2隊に分かれて、一路函館を目指すはじめの一歩となった場所。後に言う箱館戦争の火蓋が切られた場所。
- 鷲ノ木遺跡の環状列石

### 観光スポット
- 駒ヶ岳
- 鳥崎八景
- 鳥崎渓谷
- 青葉ヶ丘公園のさくら
- オニウシ公園
- 濁川温泉郷
- いかめし （森駅で販売している駅弁）
- 砂崎海岸・砂崎灯台
- フラワーロード
- 望洋の森
- リブマックスリゾート函館 グリーンピア大沼

## 文化・名物

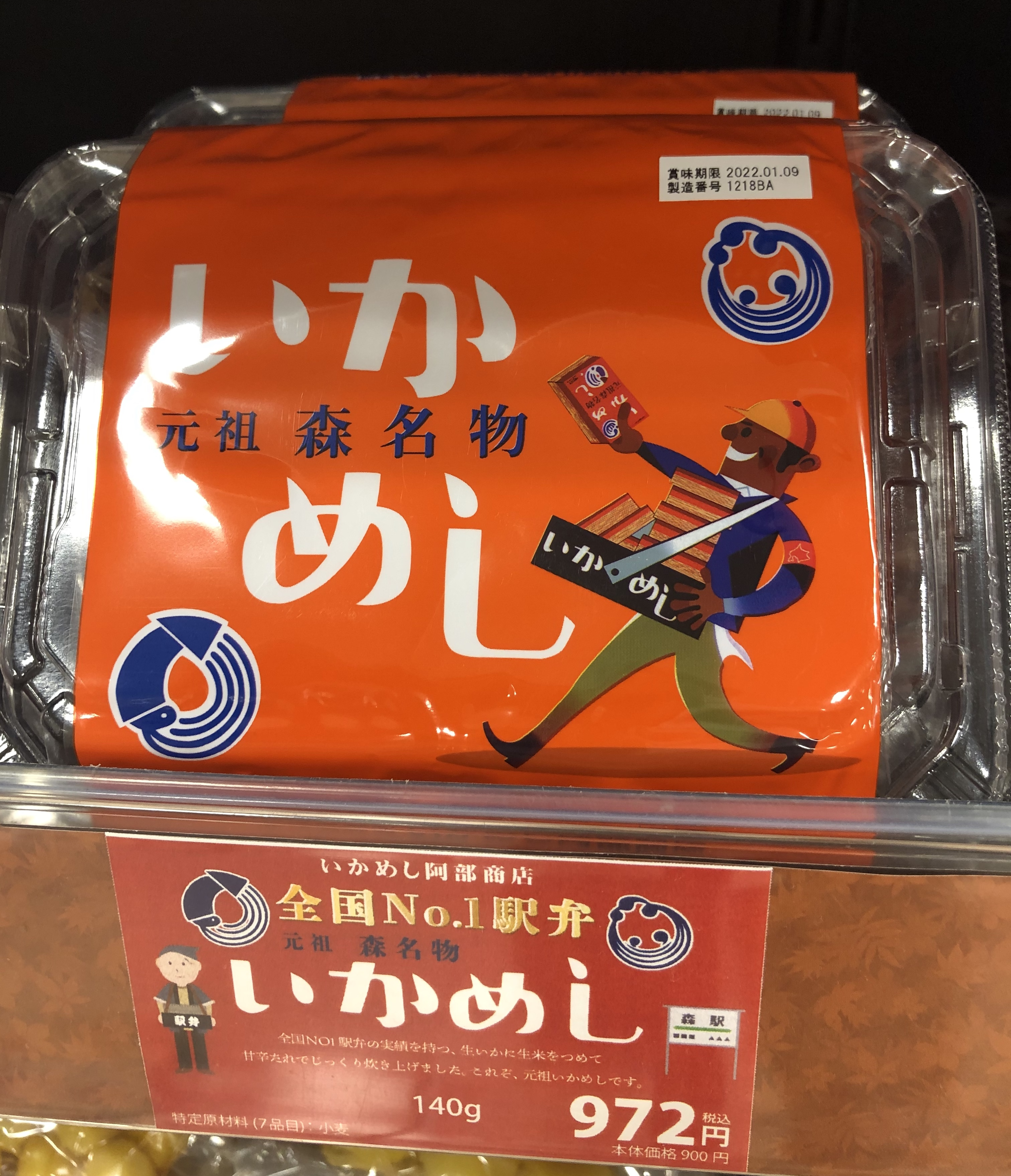
いかめし

### 文化財

#### 登録有形文化財
- 斉藤家住宅（旧盛田家住宅）主屋

#### 史跡
- 東蝦夷地南部藩陣屋跡 砂原陣屋跡
- 鷲ノ木遺跡

#### その他の文化財
- 茅部の鯡供養塔 - 道指定有形文化財、JR石谷駅前野外展示
- 茅部の栗林 - 道指定天然記念物、青葉ヶ丘公園内
- 冷凍機械 - 森町指定文化財
- 三界萬霊塔 - 森町指定文化財
- 行幸柳 - 森町指定文化財

### 名産・特産
- いかめし

## 出身関連著名人
- 函館孫作 - 大正・昭和期の騎手・調教師（第1回東京優駿大競走優勝騎手）
- 村井資長 - 早稲田大学第10代総長
- 日野西義輝 - 日本電気化学社長・日立ランプ取締役・村井資長の兄
- 竹森巧 - お笑い芸人（アップダウン）
- 所哲也 - 元北海道武蔵女子短期大学学長
- 吉田雄人 - プロ野球オリックス・バファローズに所属した外野手（2013年度プロ野球ドラフト会議5位指名）
- 鳥潟さくら　-　クラリネット奏者
- 木村和範 - 統計学者・北海学園大学学長
- 森乃里治重 - 元大相撲力士
- 松田一輝 - 漫画家
- 佐々木伸 - ジャーナリスト
- 川村善八郎　- 元衆議院議員
- 梶谷恵造　-　元森町町長
- 鈴木恵介 - ばんえい競馬騎手（現役3000勝達成、史上最短記録保持者）[25][26]
- 南野雪花 - 小説家、漫画原作者

## 作品
森町を舞台とした作品

### 小説
- クラウドの城（大谷睦）

### ドラマ
- 鉄オタ道子、2万キロ（第7話「北海道・渡島沼尻駅/レトロ列車で秘境駅へ」）